# Niclas Alexandersson
Niclas Alexandersson (Vessigebro, 1971. december 29. –) svéd válogatott labdarúgó. Angliában, valamint hazája bajnokságában, Svédországban játszott pályafutása során. A 2008-as Európa-bajnokság után vonult vissza, mind klubcsapatától, mind pedig a válogatottól. Ekkora jelentette be válogatottbeli visszavonulását Marcus Allbäck is. 109-szer ölthette magára hazája válogatottbeli mezét.